# César Trivulce
César Trivulce francisation de Cesare Trivulzio (né vers 1495, mort le 23 août 1548)  est un ecclésiastique italien qui fut évêque de Côme de 1527 à sa mort et évêque commendataire d'Apt de 1533 à 1540.

## Biographie
Cesare Trivulzio est issu de la famille Trivulzio. Il est le neveu de l'évêque Antonio IV Trivulzio (it) et du Cardinal
Scaramuccia Trivulzio. Arrivé Rome avec ce dernier, il est devenu référendaire du tribunal suprême de la Signature apostolique sous le pape Léon X (1517-1518) et il occupe ensuite en permanence des fonctions à la curie jusqu'en 1541. Lorsqu'en Antonio IV, y renonce en 1519, le pape lui accorde le diocèse de Côme, sur lequel son oncle Scaramuccia Trivulzio conserve néanmoins quelques droits. Il est consacré le 18 mai 1523 par le cardinal Nicolas Fieschi. Après la mort de ce dernier en 1527 il peut porter le titre épiscopal. Pendant qu'il détient le siège épiscopal de Côme, il devient administrateur apostolique de Catalano Trivulzio, son jeune cousin, à qui leur oncle Scaramuccia a transmis l'évêché de Plaisance. Après la mort du cardinal Scaramuccia, il se maintient dans le diocèse de Côme sans y résider de façon permanente notamment du fait de son occupation par les troupes impériales. En 1528 il visite personnellement diverse églises parmi lesquelles Bellinzona et Lugano. Il est ensuite nommé par Clément VII nonce apostolique à la cour de France (1529-34). C'est là que par l'intercession de roi François Ier, conformément aux termes du Concordat de Bologne, il est pourvu en commende du diocèse d'Apt. Il permute dès 1540 à ce bénéfice ecclésiastique contre l'abbaye de Sénanque et le siège épiscopal est transis à un autre commendataire italien Pierre de Forli.Prélat de cour et homme d'intrigues son activité diplomatique complexe a suscité de nombreux interrogations. Il meurt entre le 18 et le 27 août 1548 vraisemblablement le 23 août à Lucca, dans la province de Milan .